# آرمو-ا-کو
آرمو-ا-کو (به فرانسوی: Armous-et-Cau) یک کمون در فرانسه است که در canton of Montesquiou واقع شده‌است. آرمو-ا-کو ۹٫۳۳ کیلومتر مربع مساحت دارد ۱۷۵ متر بالاتر از سطح دریا واقع شده‌است.